# مايك ويبستر
مايك ويبستر هو لاعب كرة قدم كندية كندي، ولد في 1944 في فيكتوريا، كندا. تعلّم ويبستر كرة القدم لأول مرة في فانكوفر واستخدم مهارته لللعب في جامعة نوتردام الشهيرة. عاد إلى موطنه ليلعب موسماً واحداً مع فريق بي سي ليونز لـ 16 مباراة، قبل أن ينتقل لفريق مونتريال ألويتس. لعب 4 مواسم و56 مباراة مع فريق لاركس، وفاز بالكأس الرمادية عام 1970. كان أيضاً ممثلاً للاعبين، وأدت أنشطته إلى مقايضته مع فريق هاميلتون تايجر كاتس الكندي، وبسبب الانخفاض الكبير في مرتبه، اعتزل كرة القدم. درس أيضاً علم النفس في جامعة مكغيل.

## البطولات والإنجازات
نادي زقاق القرنبيط

جائزة المصارعة للرجال (2012) 